# Генріх Шліман
Ге́нріх Шлі́ман (нім. Heinrich Schliemann; 6 січня 1822, Нойбуков, Велике герцогство Мекленбург-Шверін — 26 грудня 1890, Неаполь) — німецький підприємець і археолог, керівник розкопок у Трої, Мікенах, Коринфі.

## Біографія
У дев'ять років Генріх втратив матір. Батько одружився з молодшою на 20 років служницею Фікен Бенке. У чотирнадцять років Шліману довелось залишити школу й піти учнем у крамницю в маленькому містечку Фюрстенберзі, де працював довгі п'ять з половиною років з п'ятої години ранку до одинадцятої вечора.
У 1841 році він вирушив до Гамбурга та завербувався юнгою на корабель, що прямував до Венесуели. Через чотирнадцять днів корабель потрапив у жорсткий шторм і затонув біля острова Тексель, а Шліман опинився в госпіталі. За рекомендацією друга родини йому вдалося влаштуватися у торговій конторі в Амстердамі. У жалюгідній неопалюваній мансарді він приступив до вивчення мов. Застосовуючи зовсім незвичайний, ним самим створений метод, він за два з половиною роки опанував англійську, французьку, голландську, іспанську, португальську й італійську мови.
Ставши кореспондентом і бухгалтером фірми, що мала торгові зв'язки з Російською імперією, він приступив у 1844 році, у віці 22 років, до вивчення російської мови. Син бідняка, протестантського пастора, учень у крамниці, службовець у конторі (але одночасно й знавець восьми мов), він став торговцем, а потім у запаморочливому злеті досяг посади королівського купця. У 1846 році двадцяти чотирьох років Шліман поїхав як агент своєї фірми в Санкт-Петербург. Роком пізніше він заснував власний торговий дім. Усе це забирало в нього чимало часу і коштувало чималих зусиль. У 1850 році він побував у Північній Америці. Не оминула його й золота лихоманка: він заснував банк для операцій із золотом.
Шліман розпочав свій шлях у бізнесі практично з нуля. Перший досвід заробляння грошей він засвоїв ще в 14 років у крамниці і став одним з найбагатших людей XIX століття. Володів маєтками у Франції, Російській імперії, Єгипті і США. Вкладав гроші в банки Великої Британії і Бразилії. Під час Кримської війни дві третини пороху постачали в Російську імперію фірми, які належали Шліману.

## Археологічна діяльність

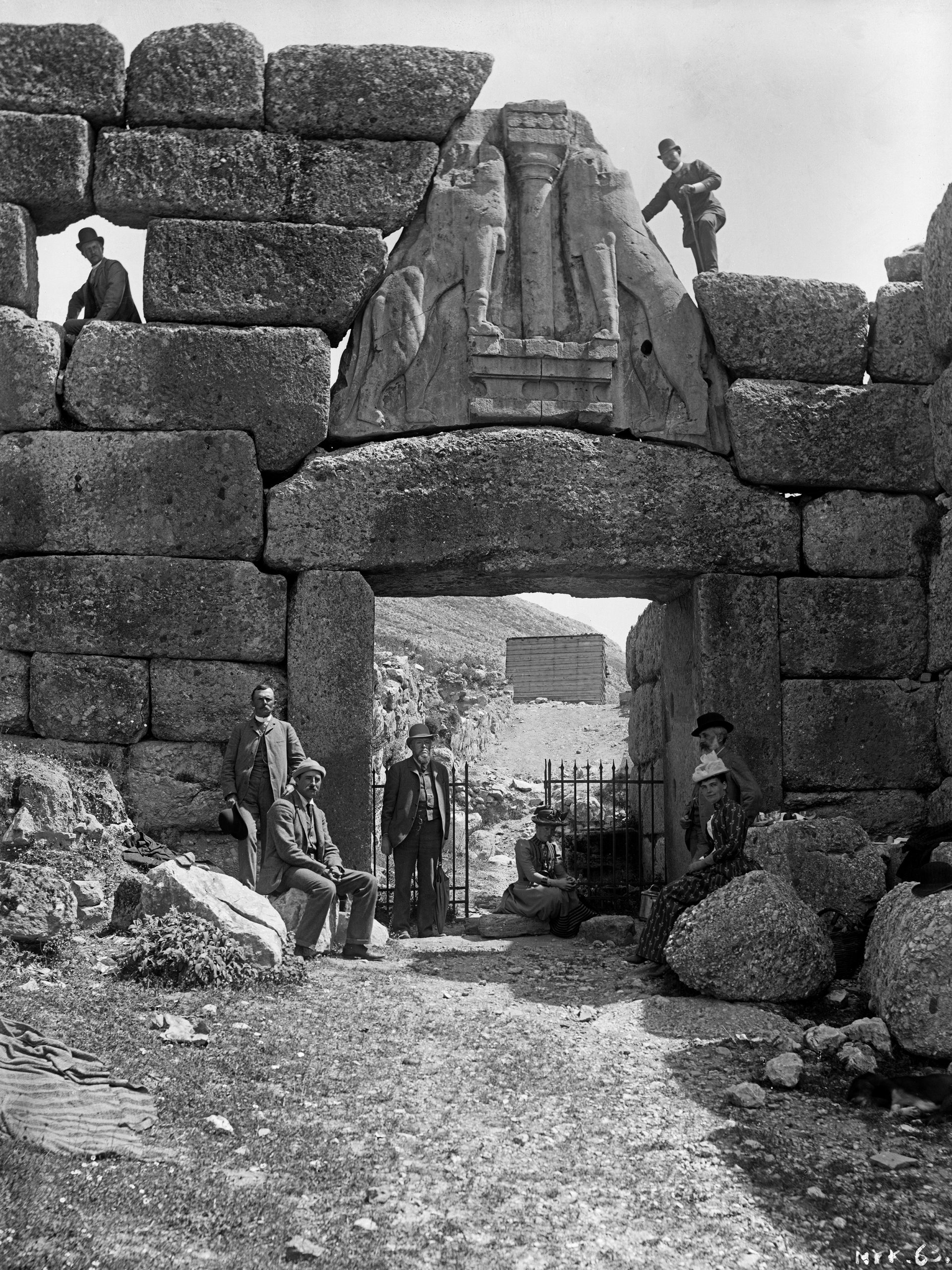
Генріх Шліман та Вільгельм Дерпфельд біля Левових воріт у Мікенах (1885)

У 1868 році він здійснив поїздку на острів Ітака через Пелопоннес і Трою. Там він почав здійснення своєї заповітної мрії — пошуки Трої. Генріх Шліман писав у мемуарах:

| Крім нашої наснаги до великої справи відкриття Трої, ми не мали нічого, що зігрівало б нас. |
У 1869 році Шліман одружився з грекинею Софією Енгастроменос. Незабаром вона, так само як і її чоловік, з головою занурилась у пошуки країни Гомера, оспіваній ним в «Іліаді». Розкопки розпочались у квітні 1870 року. Продавши весь бізнес, він у 1871 році розпочав розкопки легендарного міста на південь від Дарданел, на турецькому горбі Гіссарлик. Для збору інформації про Трою, Шліман використовував будь-які методи — від вивчення творів Гомера до яснобачення і лозошукацтва. Шліман присвятив їм два місяці, а в наступні за цим два роки — по чотири з половиною місяця. Шліман почав свої розкопки для того, щоб розшукати гомерівську Трою, але за порівняно невеликий період він і його помічники знайшли не менше семи зниклих міст.
15 червня 1873 року було орієнтовно призначене останнім днем розкопок. Цього дня Шліман знайшов те, що увінчало всю його роботу і привело в захоплення увесь світ — скарби Пріама: приблизно 100 прикрас із золота, срібла та інших металів. Діадеми, ланцюжки, браслети, підвіски, чаші пізніше були датовані близько 2400 роком до н. е. Всього близько 10 тис. предметів. Лише невдовзі до його смерті було доведено, що в запалі захоплення він припустився помилки, що Троя знаходилася зовсім не в другому і не в третьому шарі знизу, а в шостому і що знайдений Шліманом скарб належав царю, який жив через тисячу років після Пріама.
Ці суперечки псували йому останні роки життя. Восени 1878 року і навесні 1879 року Шліман провів нові розкопки на Гіссарлику. У 1880 році він організував розкопки Орхомена в Беотії. У 1882 році він відновив дослідження Трої, цього разу у співпраці з Вільгельмом Дьорпфельдом, професійним архітектором, який раніше брав участь у розкопках німецьких археологів в Олімпії. Розкопки Трої 1882 року мали стати останніми, але в 1889 році Шліман знову відвідав Трою і взявся за нові розвідки. Йому доводилося відстоювати свою справу від нападок Ернста Беттіхера, який стверджував, що відкрита Шліманом на Гіссарлиці Троя ІІ є не що інше, як некрополь, і звинувачував Шлімана і Дерпфельда навіть у відкритій фальсифікації. Тоді Шліман запропонував Беттіхеру вирушити до Трої, щоб на місці переконатися, хто з них правий, причому всі витрати з такої подорожі брав на себе. Противники зустрілися на Гіссарлиці в грудні 1889 року. Тоді ж складений був протокол огляду Гіссарлика, а навесні 1890 року міжнародна конференція вирішила суперечку на користь Шлімана.

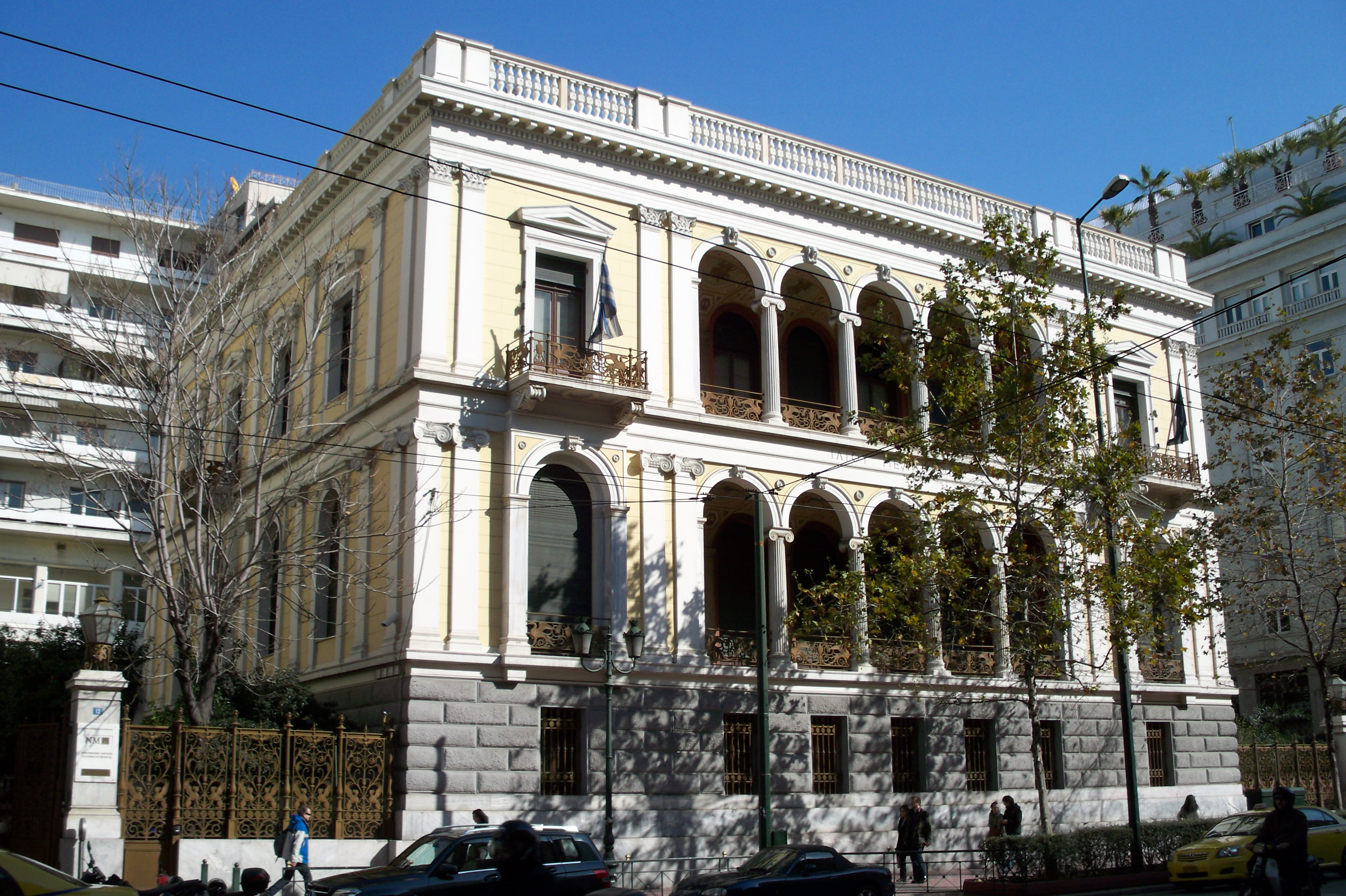
Маєток Іліу Мелатрон, Афіни

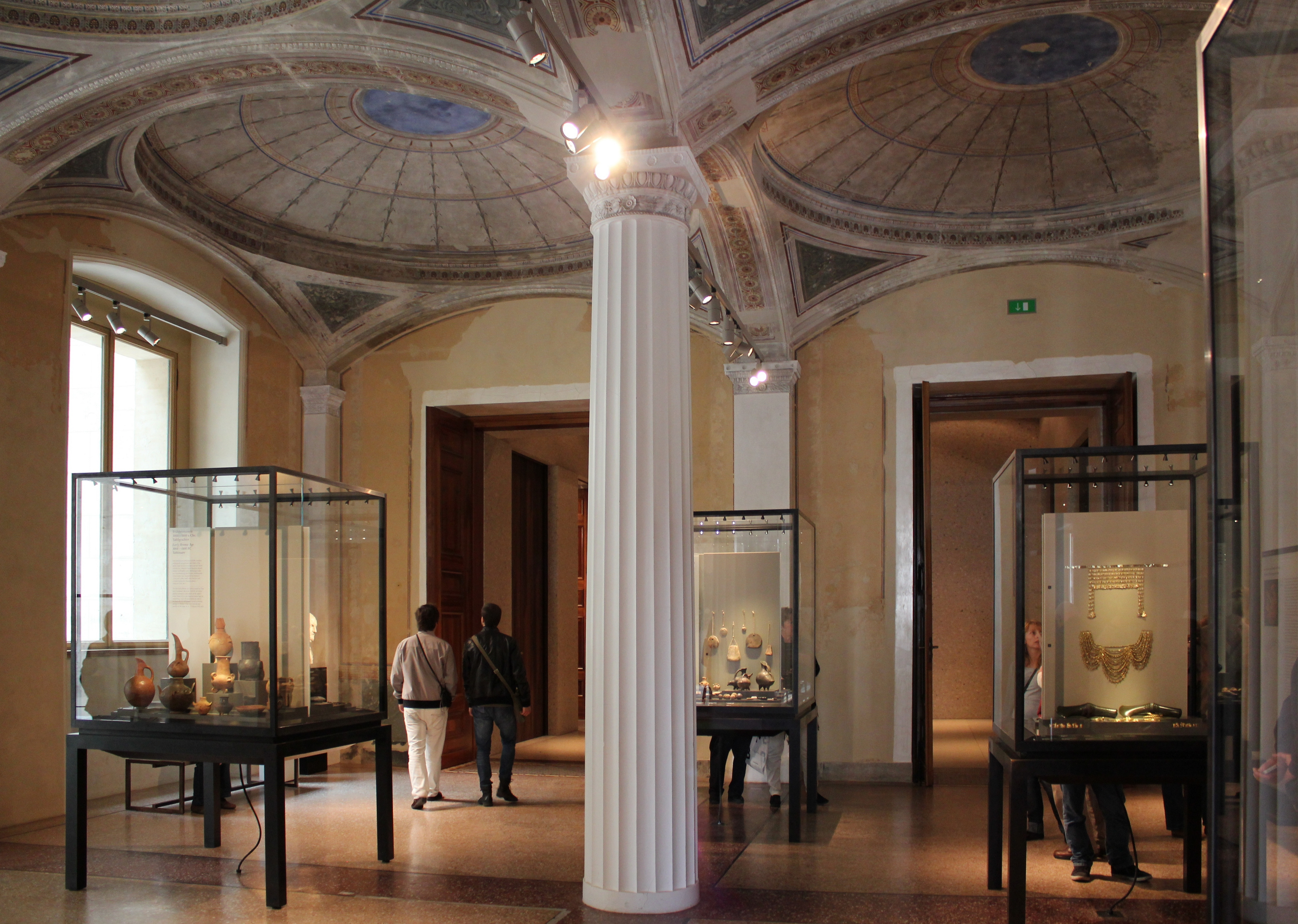
«Зала Шлімана» із частиною скарбу Пріама в музеї доісторичного періоду і ранньої історії, Берлін

У період між 1882 і 1890 роками Шліман не припиняв й інших інтенсивних дослідницьких робіт. У 1882—1883 роках Шліман планував проведення розкопок у Колхіді, де розраховував знайти докази грецького міфу про подорож аргонавтів. У 1884—1885 роках спільно з Дерпфельдом він здійснив розкопки в Тиринфі. У 1886 році знову разом з Дерпфельдом він здійснив нові розкопки Орхомена. У тому ж році Шліман планував почати розкопки на Криті. У 1900 році на місці, де збирався проводити розкопки Шліман, британський археолог Артур Еванс відкрив залишки палацу в Кноссі і тим самим поклав початок вивченню мінойської цивілізації.
Згодом Шліман зважився здійснити нові розкопки на Гіссарлику. З березня по кінець липня 1890 року він разом з Вільгельмом Дьорпфельдом провів новий сезон на руїнах Трої. Шліман сподівався відновити розкопки наступної весни.
В останні роки свого життя час, вільний від розкопок і подорожей, Шліман проводив в Афінах. За проектом архітектора Ернста Ціллера він побудував на вулиці Панепістиміу будинок, назвав його Троянським палацом — відомий як Іліу Мелатрон, в якому все нагадувало Гомера. З 1999 року в будинку Шлімана розміщений Нумізматичний музей в Афінах.
Шліман довгі роки страждав на запалення середнього вуха і в листопаді 1890 року в Галлі переніс операцію з цього приводу. Закінчивши курс лікування, він вирішив повертатися до Афін через Королівство Італія, тому що схотів відвідати Помпеї, проте в Неаполі його стан здоров'я різко погіршився. Запалення перекинулося на мозкові оболони, розвинувся вторинний гнійний менінгіт. Археолог упав просто на вулиці. Скупий Шліман був одягнутий як злидар, і його не одразу впізнали. Увечері 26 грудня 1890 року його не стало. . Похований на Першому афінському кладовищі.